# 魔を祓う尊師の歌
魔を祓う尊師の歌（まをはらうそんしのうた）とは、オウム真理教が制作した音楽である。

## 概要
歌詞は麻原彰晃（松本智津夫）を讃える内容であり、覚えやすく軽快なメロディーである。元は1990年の第39回衆議院議員総選挙に出馬した真理党と麻原のPRソングとして作曲された。宗教歌となる際に[彰晃]が[尊師]に改められた。地下鉄サリン事件以降、オウム関連の報道が増えるなかで尊師マーチと同じくこの曲も1990年の真理党の街頭演説で熱唱しているシーンが度々放映され、これに影響を受けた小学生等がリコーダーやピアニカを使って演奏したり口ずさんだりしている事が報道された。